# J. B. Williamson
J. B. Williamson est un boxeur américain né le 18 décembre 1956 à Indianapolis, Indiana.

## Carrière
Champion des États-Unis amateur dans la catégorie super-welters en 1976 et 1978, il passe professionnel en 1979 et remporte le titre vacant de champion du monde des poids mi-lourds WBC le 10 décembre 1985 en battant aux points Prince Mama Mohammed. Williamson s'incline en revanche dès le combat suivant contre le britannique Dennis Andries le 30 avril 1986. Il met un terme à sa carrière en 1995 sur un bilan de 26 victoires et 16 défaites.

## Référence
1. ↑  (en) Résumé de la carrière de JB Williamson (boxrec.com)